# Asprilio Pacelli
Asprilio Pacelli (ur. 1570 w Vasciano di Stroncone (Terni), zm. 4 maja 1623 w Warszawie) – włoski kompozytor. Od 1589 roku działał w kapeli kościoła S. Maria di Monserrato, od 1594 w Trinità dei Pellegrini, w latach 1595–1602 był kapelmistrzem w Collegium Germanicum i następnie w bazylice św. Piotra w Rzymie. W roku 1603 przybył do Polski, gdzie był członkiem, a następnie dyrygentem kapeli królewskiej.

## Ważniejsze kompozycje
- 4 księgi motetów i psalmów (wyd. 1597–1608)
- księga madrygałów (wyd. 1601)
- księga mszy (Wenecja 1629)
- 2 motety:
  - Beatus vir
  - Iniquos odio habui (wyd. w →Melodiae sacrae)
- Pieśń ku czci Św. Stanisława do tekstu S. Grochowskiego (Kraków 1611)
- drobne utwory religijne

Dzieła Pacellego wydał M. Gliński (Opera omnia, Rzym 1946–48).